# Evento complementar
Em teoria das probabilidades, o complementar de qualquer evento A é o evento [não A], i.e. é o evento B tal que A ∪ B = Ω e A ∩ B = Ø, onde Ω é o espaço amostral (conjunto universo).  Isto significa que o evento A e seu complementar [não A] são mutuamente exclusivos. É consequência imediata da definição que existe um, e apenas um, conjunto B tal que B seja complementar de A.  O complementar de A é geralmente denotado por A′, Ac ou A.
Por exemplo, se uma moeda comum (não viciada) é jogada e assumimos que ela só pode cair com uma de suas faces voltada para cima, então ela pode mostrar ou "cara" ou "coroa". Pelo fato desses dois eventos serem mutuamente exclusivos (i.e. a moeda não pode mostrar cara e coroa simultaneamente) e serem os únicos eventos que possam ocorrer, eles são, portanto, complementares. Isto significa que [cara] é logicamente equivalente a [não coroa], e [coroa] é equivalente a [não cara].

## Teorema
Seja A um evento qualquer. Então:
{\displaystyle P(A^{c})=1-P(A).}
Demonstração
Sabemos que A ∪ Ac = Ω, logo P(A ∪ Ac) = 1 (1).
Também sabemos que A e Ac são mutuamente exclusivos, logo P(A ∪ Ac) = P(A) + P(Ac) (2).
Comparando (1) e (2), temos que:
P(A) + P(Ac) = 1 --> P(Ac) = 1 - P(A)
Note que, sendo A e B eventos tais que P(A) + P(B) = 1 não implica A e B serem complementares, pois ainda há a possibilidade de A ∩ B ≠ Ø.

### Exemplo da utilidade desse conceito
Suponha que um dado comum (não viciado e que possui seis lados) seja jogado oito vezes. Qual a probabilidade do número "1" aparecer pelo menos uma vez?
O raciocínio que talvez seja mais comum é o seguinte:
p = P(["1" na primeira tentativa] ou ["1" na segunda tentativa] ou ... ou ["1" na oitava tentativa])
= P("1" na primeira tentativa) + P("1" na segunda tentativa) + ... + P("1" na oitava tentativa) 
= 1/6 + 1/6 + ... + 1/6 = 8/6
Isso não está certo, pois p > 1, o que é absurdo. O erro na seguinte técnica consiste no fato de que os eventos não são mutuamente exclusivos (pode ocorrer do número "1" aparecer duas, três, ... , oito vezes).
Uma alternativa correta seria dizer que:
P(pelo menos uma das tentativas resultar em "1") = 1 − P(nenhuma das tentativas resultar em "1")  
= 1 − P([primeira tentativa ≠ 1] e [segunda tentativa ≠ 1] e ... e [oitava tentativa ≠ 1]) 
= 1 − P(primeira tentativa ≠ 1) × P(segunda tentativa ≠ 1) × ... × P(oitava tentativa ≠ 1) 
= 1 −(5/6) × (5/6) × ... × (5/6) = 1 − (5/6)8 = 0,7674...